# アジアン・スポーツ・プロモーション
アジアン・スポーツ・プロモーションは、北海道を中心に活動しているプロレス団体。略称はASP（エー・エス・ピー）。 興行を開催する際の表記はアジアンプロレス。

## 団体名の由来
ビクター・キニョネスが設立したプロレス団体「キャピタル・スポーツ・プロモーション」からヒントを得たという。

## 特徴
- プロレス専門誌、プロレスメディアからの取材は一切受け付けない。地方新聞の取材は受け付けている。
- 情報は参戦する選手のSNS、興行が開催される地方自治体の広報誌しか情報を得るしかない。
- 興行の開催場所は主に町や村などである。交通の便がいい大きな市では興行は開催しない。
- 興行の開催時に町や村の商工会、社会福祉協議会、観光協会、役場などに後援、協賛、協力を依頼して興行を開催している。

## 歴史
- 1998年7月、畠中浩旭、レフェリーのクレイン中條が設立。
- 9月13日、せたな町B&G海洋センター体育館で旗揚げ戦を開催。
- 2003年12月、所属選手の菅沼修、レフェリーの中條、リングアナウンサーの藤田が退団。
- 2009年から北海道、青森、本州を中心に興行を開催している。

## 所属選手
- 畠中浩旭

## 歴代所属選手
- 菅沼修
- 鈴木一之助

## 歴代スタッフ
- クレイン中條（レフェリー）
- 藤田（リングアナウンサー）